# Peter Säckl
Peter Säckl (* 8. Oktober 1939 in Kassel-Harleshausen; † 19. September 2017) war ein deutscher Architekt und Politiker (SPD).

## Leben und Beruf
Nach dem Abitur studierte Säckl Architektur und schloss das Studium als Diplom-Ingenieur ab. Anschließend war er als selbständiger Architekt tätig. 1967 gründete er in der nordhessischen Kleinstadt Vellmar zusammen mit Wolfgang Braun das Architekturbüro Braun & Säckl. Mit ihrem Büro realisierten sie zahlreiche Bauten im Stadtzentrum von Vellmar. Zu den Projekten von Braun & Säckl zählen:
- 1971: Ahnatalschule Vellmar
- 1973: Ozon-Hallenbad Vellmar
- 1976: Rathaus Vellmar
- Herkules-Einkaufszentrum, Vellmar
- Gebäude AVZ der Universität Kassel, Heinrich-Plett-Straße 40
- Aquapark Baunatal, Baunatal

Mit dem von Braun & Säckl entwickelten Kasseler System, einem Fertigbausystem für Schulen, wurden u. a. in Schleswig-Holstein mehr als 50 Schulen gebaut. Das Architekturbüro Braun & Säckl bestand bis 2001. 2016 wurde ein Projekt von Braun & Säckl auf der Architekturbiennale Venedig präsentiert, welches das Architekturbüro 1973 für die Vereinigten Arabische Emirate konzipiert hatte.

## Politische Ämter
Säckl war seit 1963 Mitglied der SPD. Säckl wurde 1964 in den Rat der Gemeinde Obervellmar gewählt und war von 1968 bis 1993 Kreistagsmitglied des Kreises Kassel-Land. Dem Deutschen Bundestag gehörte er vom 10. November 1969, als er für den ausgeschiedenen Abgeordneten Kurt Gscheidle nachrückte, bis 1972 an. Er war über die Landesliste Hessen ins Parlament eingezogen. 1990 wurde er mit dem Bundesverdienstkreuz am Bande ausgezeichnet. 2006 war er Präsident des Organisationskomitees des Junior-Football-Cups in Vellmar.